# Pantano Morghella
Pantano Morghella este o arie protejată (arie specială de conservare — SAC, sit de importanță comunitară — SCI) din Italia întinsă pe o suprafață de 263 ha, integral pe uscat.

## Localizare
Centrul sitului Pantano Morghella este situat la coordonatele 36°42′06″N 15°06′53″E / 36.701708°N 15.114851°E.

## Înființare
Situl Pantano Morghella a fost declarat sit de importanță comunitară în septembrie 1995 pentru a proteja 32 de specii de animale. Situl a fost protejat și ca arie specială de conservare în decembrie 2017.

## Biodiversitate
Situată în ecoregiunea mediteraneană, aria protejată conține 14 habitate naturale: Dune mobile cu vegetație embrionară, Sarcopoterium spinosum phryganas, Lagune de coastă, Peșteri inaccesibile publicului, Dune mobile de-a lungul țărmului cu Ammophila arenaria („dune albe”), Pășuni mediteraneene udate de apa mării (Juncetalia maritimi), Dune de pe litoral fixate cu Crucianellion maritimae, Dune cu vegetație ierboasă Malcolmietalia, Tufărișuri termo-mediteraneene și de pre-deșert, Salicornia și alte specii anuale care populează regiunile mlăștinoase și nisipoase, Pseudostepă cu ierburi și specii anuale de Thero-Brachypodietea, Tufărișuri halofile mediteraneene și termo-atlantice (Sarcocornetea fruticosi), Vegetație anuală la limita mareei, Faleze cu vegetație de Limonium spp. endemic de pe coastele mediteraneene.
La baza desemnării sitului se află mai multe specii protejate:
- păsări (30): pescăruș albastru (Alcedo atthis), rață sulițar (Anas acuta), egretă mare (Ardea alba), stârc roșu (Ardea purpurea), stârc galben (Ardeola ralloides), rață roșie (Aythya nyroca), bătăuș (Calidris pugnax), prundăraș de sărătură (Charadrius alexandrinus), chirichița cu obraz alb (Chlidonias hybrida), chirighiță neagră (Chlidonias niger), erete de stuf (Circus aeruginosus), lebădă de vară (Cygnus olor), egretă mică (Egretta garzetta), piciorong (Himantopus himantopus), Larus genei, pescăruș-cu-cap-negru (Larus melanocephalus), Lyrurus tetrix tetrix, rață fluierătoare (Mareca penelope), Numenius arquata arquata, stârc de noapte (Nycticorax nycticorax), Phoenicopterus ruber, lopătar (Platalea leucorodia), ploier argintiu (Pluvialis squatarola), Porphyrio porphyrio porphyrio, ciocântors (Recurvirostra avosetta), chiră mică (Sternula albifrons), chiră de mare (Thalasseus sandvicensis), fluierar negru (Tringa erythropus), fluierar de mlaștină (Tringa glareola), fluierarul cu picioare roșii (Tringa totanus)
- nevertebrate (1): Brachytrupes megacephalus
- reptile (1): elaphe situla (Zamenis situla)

Pe lângă speciile protejate, pe teritoriul sitului au mai fost identificate 7 specii de plante, 1 specie de păsări, 1 specie de amfibieni, 44 de specii de nevertebrate, 5 specii de reptile.